# Giwiszki (rejon mariampolski)
Giwiszki (lit. Gyviškiai) – wieś na Litwie, na Suwalszczyźnie, w rejonie mariampolskim w okręgu mariampolskim.
Za Królestwa Polskiego przynależała administracyjnie do gminy Podawinie w powiecie kalwaryjskim.